# Nueva Providencia, Amatenango de la Frontera
Nueva Providencia är en ort i Mexiko.   Den ligger i kommunen Amatenango de la Frontera och delstaten Chiapas, i den sydöstra delen av landet, 900 km sydost om huvudstaden Mexico City. Nueva Providencia ligger 1 077 meter över havet och antalet invånare är 498.
Terrängen runt Nueva Providencia är bergig åt sydost, men åt nordväst är den kuperad. Runt Nueva Providencia är det ganska tätbefolkat, med 199 invånare per kvadratkilometer. Närmaste större samhälle är Frontera Comalapa, 14,5 km väster om Nueva Providencia. I omgivningarna runt Nueva Providencia växer huvudsakligen savannskog.